# Albert Granger Harkness
Albert Granger Harkness (* 19. November 1856 in Providence, Rhode Island; † 29. Januar 1923 ebenda) war ein US-amerikanischer Klassischer Philologe.

## Leben
Albert Granger Harkness war der Sohn des Klassischen Philologen Albert Harkness (1822–1907) und seiner Frau Maria Aldrich Smith Harkness. Sein Vater war von 1855 bis 1892 Professor der griechischen Sprache und Literatur an der Brown University.
Die Laufbahn des Sohnes entsprach in vielen Aspekten der des Vaters: Albert Granger Harkness studierte wie sein Vater Klassische Philologie an der Brown University, wo er 1879 den Bachelorgrad erlangte (als einer der Besten seines Jahrgangs). Anschließend unterrichtete er ein Jahr lang Latein und Griechisch am Peddie Institute in Hightstown (New Jersey). Ab 1880 unternahm Harkness (wie sein Vater) eine mehrjährige Studien- und Bildungsreise nach Europa und setzte sein Studium an den Universitäten in Leipzig und Bonn fort. Seine alma mater verlieh ihm während dieser Zeit 1882 den Mastergrad.
1883 nahm Harkness einen Ruf an die University of Madison an, wo er Professor für Latinistik und Germanistik wurde. 1889 wechselte er als Associate Professor of Latin an die Brown University, an der auch sein Vater lehrte. 1893 wurde er dort zum Professor der Römischen Sprache und Literatur ernannt. Im Jahr 1902/03 war er Direktor der American School of Classical Studies in Rome. 1909 verlieh ihm die Colgate University die Ehrendoktorwürde (LL. D.). Er starb am 23. Januar 1923, nachdem er am 6. Januar 1923 seine letzte Vorlesung gehalten hatte.
Harkness veröffentlichte nur wenige Schriften, hauptsächlich Aufsätze in den Zeitschriften Classical Philology, American Journal of Philology und in den Transactions and Proceedings of the American Philological Association, der er ab 1896 als Life Member angehörte. In seinen Studien behandelte er die römische Metrik und Aspekte des römischen Alltagslebens.